# Deutsche Gesellschaft für Geschlechtserziehung
Die Deutsche Gesellschaft für Geschlechtserziehung (DGG e. V.) ist ein deutscher gemeinnütziger Verein, der sich für die Förderung einer wissenschaftlich orientierten Geschlechtserziehung einsetzt, insbesondere zur wissenschaftlich fundierten schulisch verbindlichen Aufklärung durch Sexualerziehung in allen Klassen aller Schulen aller Schularten.

## Geschichte
Der Verein wurde am 1. Februar 1978 in Bonn gegründet, um Lehrkräften in den deutschen Schulen für die gesetzlich verpflichtende Geschlechtserziehung eine wissenschaftlich begründete Sexualaufklärung zu ermöglichen. Als gemeinnütziger Verein will die Gesellschaft zur Erforschung der wissenschaftlich begründeten Aufklärung in Elternhaus und Schule beitragen.
Der Gründungsvorsitzende war Rudi Maskus aus Gießen (1920 - 2010+). Es folgten die Ehrenvorsitzenden Norbert Kluge aus Landau (1985) und Karla Etschenberg aus Köln (1994), auch Vorsitzende der Arbeitsgemeinschaft Kinder- und Jugendschutz Nordrhein-Westfalen. Seit 2001 führt Linus J. Dietz aus Würzburg die Gesellschaft. Die DGG ist seit 1978 eine der mitgliederstärksten Interessenvereinigung der professionellen Schul-Sexualpädagogik gewesen bis zur Auflösung Ende 2021. Die Fortführung der Aufgaben und Ziele ist als Beratungsstelle für schulische Sexualbildung als nicht eingetragener Verein (ohne „eV“) weiterhin geplant.

## Ziele
Die DGG und ihre etwa 300 Mitglieder verfolgen nach der Vereinssatzung das Ziel der Förderung einer ganzheitlichen schulischen und außerschulischen sexualpädagogischen Aufklärung in Forschung und Lehre sowie in Theorie und Praxis im Sinne einer umfassenden Gesundheitsförderung unter Einbezug der sexuellen Gesundheit im Sinne der Weltgesundheitsorganisation WHO. Aus diesem Grunde ist sie weltweit eingebunden in die World Association for Sexual Health (WAS). Innerhalb des gesetzlich vorgegebenen Rahmens der Sexualerziehung hat die Jungmädchenmütter-, AIDS-, Drogen- und Missbrauchs-Prävention Priorität. Dazu kommt eine zeit- und altersgemäße Geschlechts-, Gender- und schulpädagogische Sexualerziehung (umfassend nachhaltige Sexualbildung).

## Zeitschrift
Die Mitglieder des Vorstandes der DGG und des wissenschaftlichen Beirats kommen aus Hochschulen und Schulen. Unter ihrer Regie erscheint seit 1978 regelmäßig die für Mitglieder kostenlose Zeitschrift DGG-Informationen zur Sexualpädagogik und Sexualerziehung der Deutschen Gesellschaft für Geschlechtserziehung e. V. Bonn unter der ISSN 0935-2643 und ab 2001 unter ISSN 1865-4703.